# Бузунова Наталія Василівна
Бузунова Наталія Василівна (4 березня 1958) — радянська хокеїстка на траві.
Бронзова призерка Олімпійських Ігор 1980 року.